# Erythropeltidales
Ordre
Les Erythropeltidales sont un ordre d'algues rouges de la classe des Compsopogonophyceae. 

## Liste des familles
Selon AlgaeBase (7 août 2013) :
- famille des Erythropeltidales incertae sedis
- famille des Erythrotrichiaceae G.M.Smith

Selon ITIS (7 août 2013) :
- famille des Erythropeltidaceae
- famille des Goniotrichaceae

Selon NCBI (7 août 2013) :
- famille des Erythropeltidaceae
- famille des Erythrotrichiaceae

Selon World Register of Marine Species (7 août 2013) :
- famille des Erythropeltidaceae
- famille des Erythropeltidales incertae sedis
- famille des Erythrotrichiaceae G.M. Smith, 1933